# 肯尼思·萊
肯尼思·莱（英語：Kenneth Lee "Ken" Lay，1942年4月15日—2006年7月5日）是美国商人，并以其在安隆有限公司丑闻中的角色而著名。

## 生平
在丑闻被披露后，肯尼思·莱和安然更成为了[企业丑闻与财会丑闻的代名词。从1986开始，肯尼思·莱曾是安隆有限公司的首席执行官（CEO）和主席直到2002年1月23日他宣布辞职为止。唯一的例外是在2001年中的几个月杰弗里·斯基林 (Jeffrey Skilling) 曾担任安然首席执行官，而肯尼思·莱仍为主席。
2004年7月7日他被大陪审团指控11项与证券欺诈有关的指控。2006年1月31日在政府检察官四年半的准备后，对肯尼思·莱与杰弗里·斯基林的审判在休斯敦开始。2006年5月25日肯尼思·莱被判对其11项指控中的10项有罪。由于每项罪名最多可判5到10年的监禁，法律专家们认为肯尼思·莱可能会被判20到30年的监禁。可是，在本定于10月裁决前的几个月，他因心力衰竭在2006年7月5日死于自己位於科羅拉多州斯诺马斯的度假屋中。